# Плютей чешуйчатый
Плюте́й чешу́йчатый (лат. Pluteus ephebeus) — гриб рода Плютей. В системе рода Плютей С. П. Вассера этот вид относится к секции Hispidoderma подрода Hispidocelluloderma, в системе Э. Веллинги к секции Villosi. Несъедобен.

## Таксономия
Синонимы
- Agaricus villosus Bull., 1785 (nom. illeg.) basionym
- Agaricus nigrovillosus J.F. Gmel., 1792
- Agaricus ephebeus Fr., 1818 (nom. nov. для Agaricus villosus Bull.)
- Pluteus villosus Quél., 1888 (nom. illeg.)
- Pluteus murinus Bres., 1905
- Pluteus lepiotoides A. Pearson, 1952 — Плютей чешуйчаткоподобный, или лепиотоподобный
- Pluteus pearsonii P.D. Orton, 1960
- Pluteus drepanophyllus Singer, 1986[3]
- Pluteus plautus sensu Pearson, 1952 — омоним для Pluteus plautus (Weinm.) Gill., 1876 — Плютей бархатистоножковый

Объём вида недостаточно чётко выяснен. М. Мозер (1983) и П. Ортон (1986) приводят описания Pluteus villosus, Pluteus murinus и Pluteus pearsonii как разных видов; Э. Веллинга в 1990 году указала подробные сведения о Pluteus ephebeus sensu lato, в синонимику которого включён Pluteus lepiotoides — Плютей чешуйчаткоподобный. С. П. Вассер на основании изученного гербарного материала считает Pluteus lepiotoides самостоятельным видом, остальные названия включает в синонимику Pluteus ephebeus.

## Описание
Шляпка диаметром 4—9 сантиметров, толстомясистая, от полуокруглой до выпуклой, позже до распростёртой, с выраженным бугорком. Поверхность волокнистая, серовато-коричневая, в центре покрыта мелкими прижатыми чешуйками, часто радиально растрескивается.
Пластинки свободные, широкие, частые, розовато-серые, с возрастом становятся розовыми с беловатым краем.
Ножка 4—10×0,4—1 см, цилиндрическая, центральная, плотная, в основании имеется небольшой клубень. Поверхность беловатая или сероватая, блестящая, гладкая, покрыта волокнистыми бороздками, более интенсивными в нижней части.
Мякоть беловатая, на срезе не изменяется, с вяжущим вкусом, запах не выражен.
Остатки покрывал отсутствуют, споровый порошок розовый.
Споры гладкие, от широкоэллипсоидных до эллипсоидных, реже яйцевидные, 6—8,5×5—6,5(7) мкм.

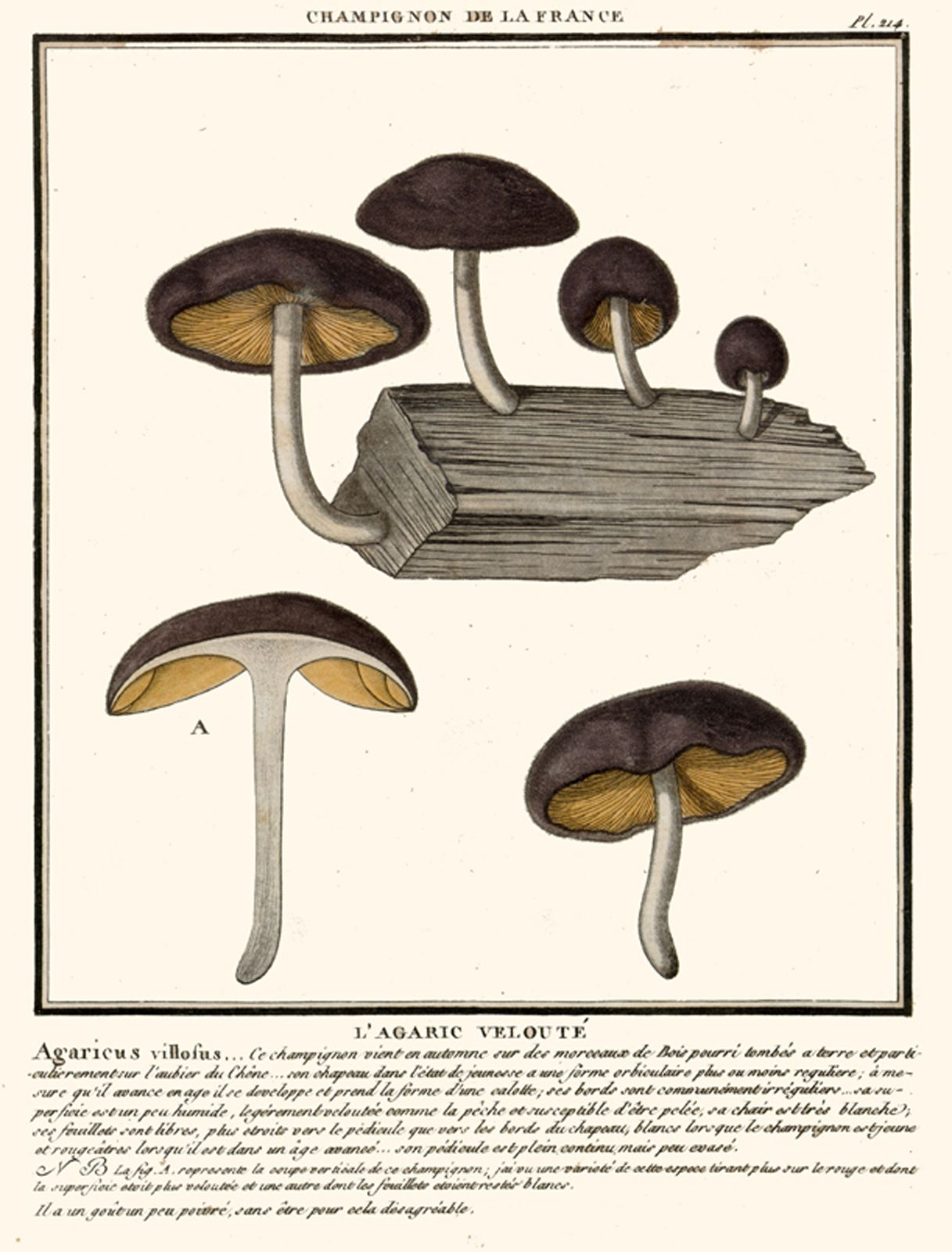
Ботаническая иллюстрация П. Бюйяра (1791)

Гифы кожицы шляпки шириной 10—15 мкм, содержат коричневый пигмент; гифы покровов ножки бесцветные, шириной 5—15 мкм, на ножке встречаются более крупные пигментированные клетки.
Базидии четырёхспоровые, размерами 20—40×6—10 мкм, булавовидные, тонкостенные.
Хейлоцистиды размерами 25—80×7—35 мкм, изменчивой формы — от булавовидных до мешковидных или пузыревидно-бутылковидные, тонкостенные, бесцветные, многочисленные. Плевроцистиды редкие, 40—100×15—35 мкм, также изменчивой формы, пузыревидные, веретеновидные или бутылковидные, тонкостенные, бесцветные, с апикулярным придатком или без него, без зубцов.

## Сходные виды
Авторы, принимающие плютей чешуйчаткоподобный (Pluteus lepiotoides) отдельным видом считают его достаточно хорошо ограниченным и указывают следующие отличия: меньший размер плодовых тел, хорошо выраженная чешуйчатость и другие признаки шляпки, отсутствие вяжущего вкуса мякоти, отличия в размерах спор, базидий, цистид.
Шляпка диаметром 4—5 см, полуокруглой или выпукло-распростёртой формы, с бугорком или без, в центре толстомясистая, к краям мякоть становится тонкомясистой. Поверхность беловатая, покрыта тёмно-коричневыми, бурыми или черноватыми чешуйками, в центре и у края гладкая, на вид сходная с поверхностью шляпки у многих видов рода Лепиота (Lepiota). Ножка 4—6×0,4—0,5 см, беловатая или серая, волокнистая, бороздчатая. Споры 6—7×5—5,5 мкм. Базидии 15—35×6—9 мкм. Хейлоцистиды 30—70×10—30 мкм, булавовидные или бутылковидные. Плевроцистиды 40—90×15—30 мкм, иногда отсутствуют. По экологии сходен с плютеем чешуйчатым, очень редок. Известен в Европе: в Великобритании, Нидерландах, Германии, на Украине и в Самарской области России.
Морфологически близким видом к Pluteus lepiotoides указывают плютей Роберта (Pluteus robertii).

## Экология и распространение
Сапротроф на почве и отмерших остатках древесины лиственных деревьев, растёт в смешанных лесах и вне леса, в садах, парках. Встречается редко. Известен в Европе от Британских островов до России (кроме Балкан и Пиренейского полуострова), в Азии — в Китае и Приморском крае России, в Северной Африке — в Марокко. В Европейской части России известен в Ростовской и Самарской областях.
Сезон: август — октябрь.